# Battlefleet Gothic: Armada
Battlefleet Gothic: Armada és un videojoc d'estratègia en temps real desenvolupat per Tindalos Interactive, i publicat per Focus Home Interactive el 21 d'abril del 2016.
És una adaptació del joc de taula de Games Workshop amb l'ambientació de l'univers de Warhammer 40.000 on flotes de naus dels bàndols Imperial, Chaos, Eldar i Ork competiran pel domini del sector de l'espai Gothic.
La majoria de les crítiques han estat positives lloant-ne l'aspecte gràfic i la dificultat, tot i destacar que les batalles són en plans 2D i que hi ha petits problemes amb l'equilibri entre faccions.

## Sistema de joc
El jugador pot controlar una flota d'una de les quatre grans faccions en la pugna pel domini del sector de l'espai Gothic:
- Flota imperial
- Chaos Undivided
- Orks Pirates
- Craftworld Eldar

Les naus espacials de la flota abasten des de fragates ràpides fins a pesants cuirassats. En tots els casos les naus són totalment personalitzables: armament, defenses, subsistemes de suport i defensa... Aquests canvis afecten les característiques de les naus i poden desbloquejar habilitats especials durant les batalles. Les naus que sobrevisquin les batalles guanyaran experiència i podran ser ascendides.